# Hermenegildo Torres Asanza
Hermenegildo José Torres Asanza (ur. 2 czerwca 1966 w San Roque) – ekwadorski duchowny rzymskokatolicki, od 2018 biskup Guarandy.

## Życiorys
Święcenia kapłańskie przyjął 12 lipca 1992 i został inkardynowany do diecezji Machala. Pracował jako duszpasterz parafialny (m.in. w Guanazán i Piñas). Był także m.in. przewodniczącym diecezjalnej komisji katechetycznej oraz wikariuszem biskupim dla różnych rejonów diecezji.
30 października 2007 został mianowany biskupem pomocniczym Machali ze stolicą tytularną Centenaria. Sakry biskupiej udzielił mu 12 grudnia 2007 bp Néstor Rafael Herrera Heredia.
4 października 2018 otrzymał nominację na biskupa Guarandy.